# Ridván
Cette page contient des caractères spéciaux ou non latins. S’ils s’affichent mal (▯, ?, etc.), consultez la page d’aide Unicode.

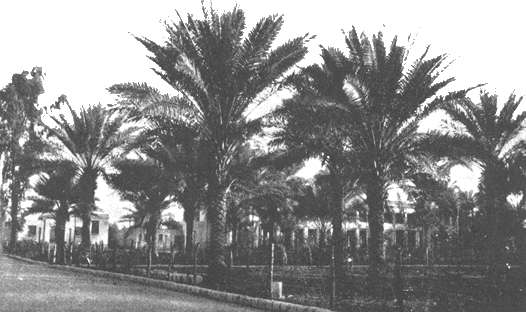
Jardin de Ridván.

Riḍvān (arabe : رضوان) est le plus important festival du calendrier baha’i. D'une durée de douze jours, les baha’is le célèbrent du 13 Ǧalāl au 5 Ǧamāl (approximativement égal au 21 avril et au 2 mai). La première (13 Ǧalāl), neuvième (2 Ǧamāl) et douzième (5 Ǧamāl) journées, le travail et l'école devraient être suspendus.
Le festival commémore le prophète Bahāʾ-Allāh. Riḍvān signifie paradis et réfère au jardin de Ridván situé près de Bagdad, où le prophète a passé douze jours après avoir été exilé de Bagdad par l'empire ottoman, avant de commencer son voyage vers Constantinople.

## Histoire

### Contexte
En 1844, Sayyid ʿAlī Muḥammad Šīrāzī affirme être le Bāb (« porte » en arabe). Ses fidèles prennent alors le nom de babis. 
Les écrits du Bāb abordent le concept de Celui que Dieu rendra manifeste, annonçant l'arrivée d'un Messie,.
Plus tard, Bahāʾ-Allāh affirme avoir reçu la révélation d'être l'être attendu par le Bāb en 1852, alors qu'il est emprisonné à Síyáh-Chál (en) à Téhéran, en Iran. Après sa libération, Bahāʾ-Allāh, banni de la Perse, s'établit à Baghdad, qui devient le point central de l'activité babiste. Sans révéler ouvertement sa mission prophétique, il devient peu à peu le meneur de la communauté.
Bahāʾ-Allāh fait parler de lui dans la ville et le retour de la communauté babiste attire l'attention de leurs ennemis au sein du clergé islamiste et du gouvernement perse. Ils obtiennent du gouvernement ottoman l'exil du prophète de la ville pour Constantinople.